# Asyntona flaviceps
Asyntona flaviceps är en tvåvingeart som beskrevs av Friedrich Georg Hendel 1914. Asyntona flaviceps ingår i släktet Asyntona och familjen bredmunsflugor. Inga underarter finns listade i Catalogue of Life.